# Rebecques
Rebecques var en kommun i departementet Pas-de-Calais i regionen Hauts-de-France i norra Frankrike. Kommunen ligger i kantonen Aire-sur-la-Lys som tillhörde arrondissementet Saint-Omer. År 2018 hade Rebecques 494 invånare. Kommunen slogs 2016 ihop för att bilda kommunen Saint Augstin.

## Befolkningsutveckling
Antalet invånare i kommunen Rebecques
| Referens: INSEE |